# Windows Media Audio 9 Lossless
Windows Media Audio 9 Lossless é um codec de áudio sem perdas desenvolvido pela Microsoft, lançado no início de 2003.

## Taxa de bits
Este formato consegue converter o áudio em uma taxa de bitrate muito alta, variando entre 470 Kbit/s a 970 Kbit/s, ele também suporta áudio 5.1 e qualidade 24-bit/96-khz sem perdas.
Isso equivale a um tamanho de arquivo que varia entre 206 a 411 MB.